# 孟林 (艾滋病患者)

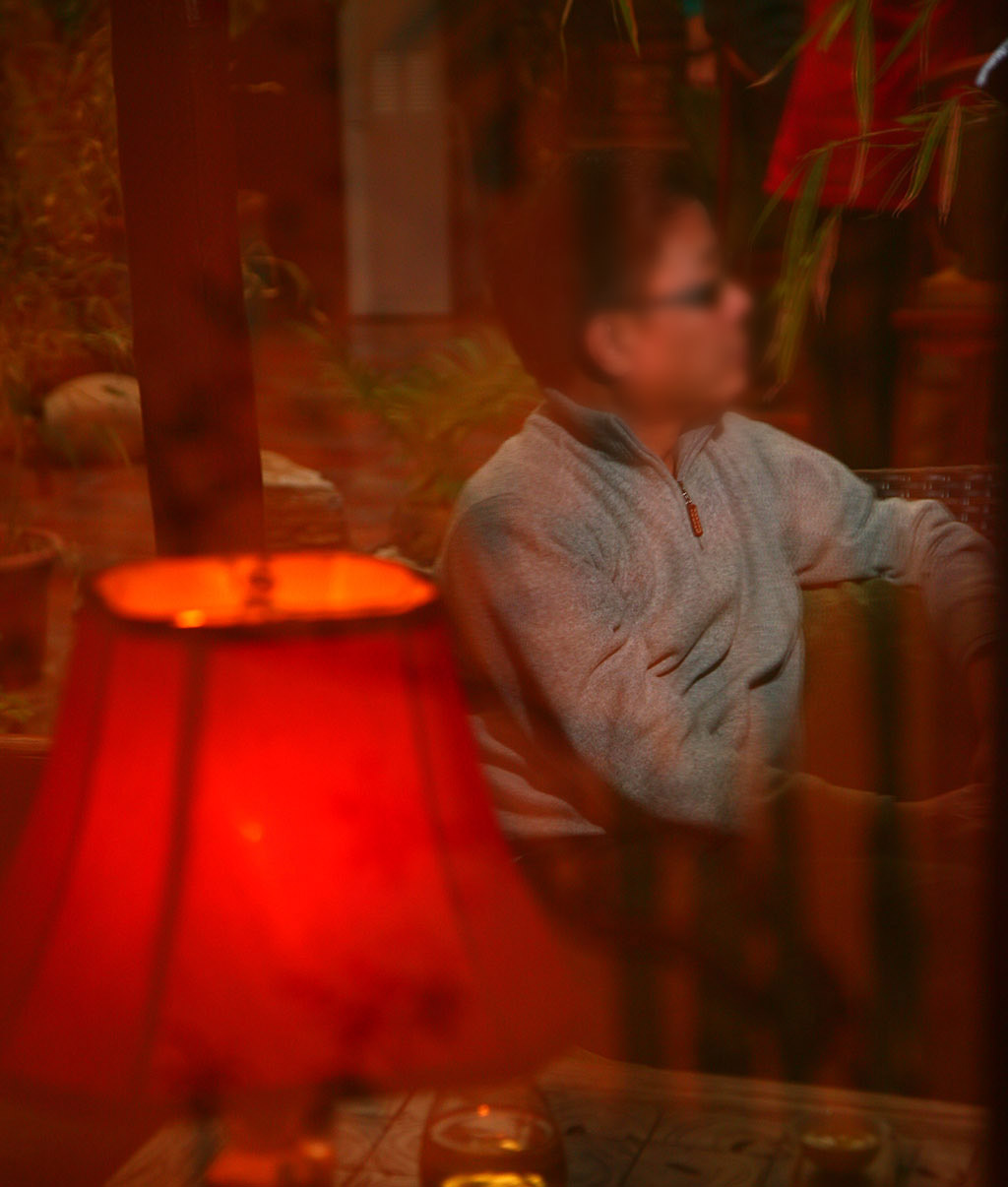
艾滋病人孟林

孟林（化名），中国艾滋病患者，被媒体称为“中国存活最久的艾滋病病人之一”。1995年确诊感染艾滋病，2005年，他创办了“爱之方舟”艾滋病感染者信息支持组织。2006年，他创建了“中国艾滋病毒携带者联盟”。

## 簡歷

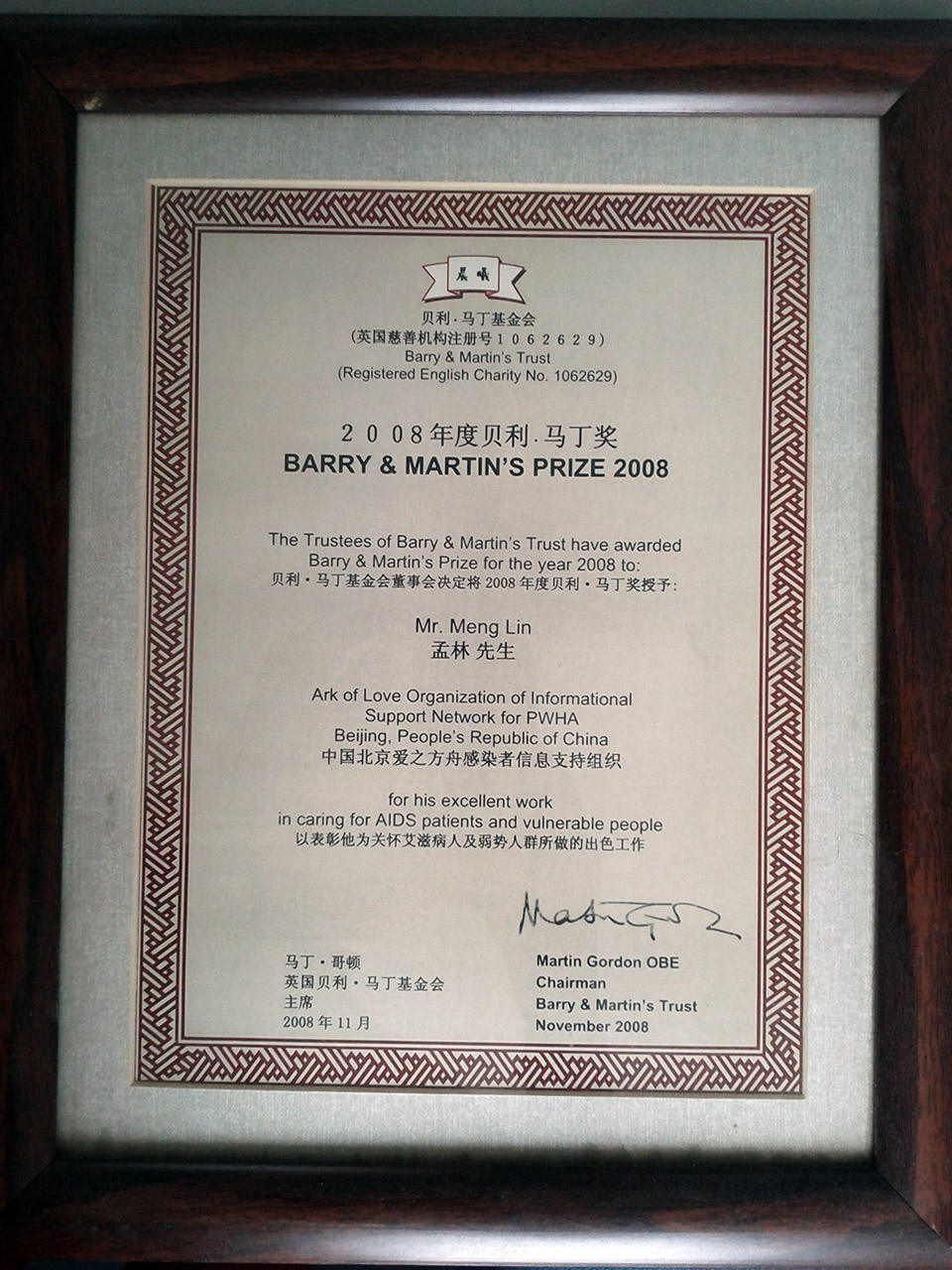
2008年获“贝利·马丁”奖

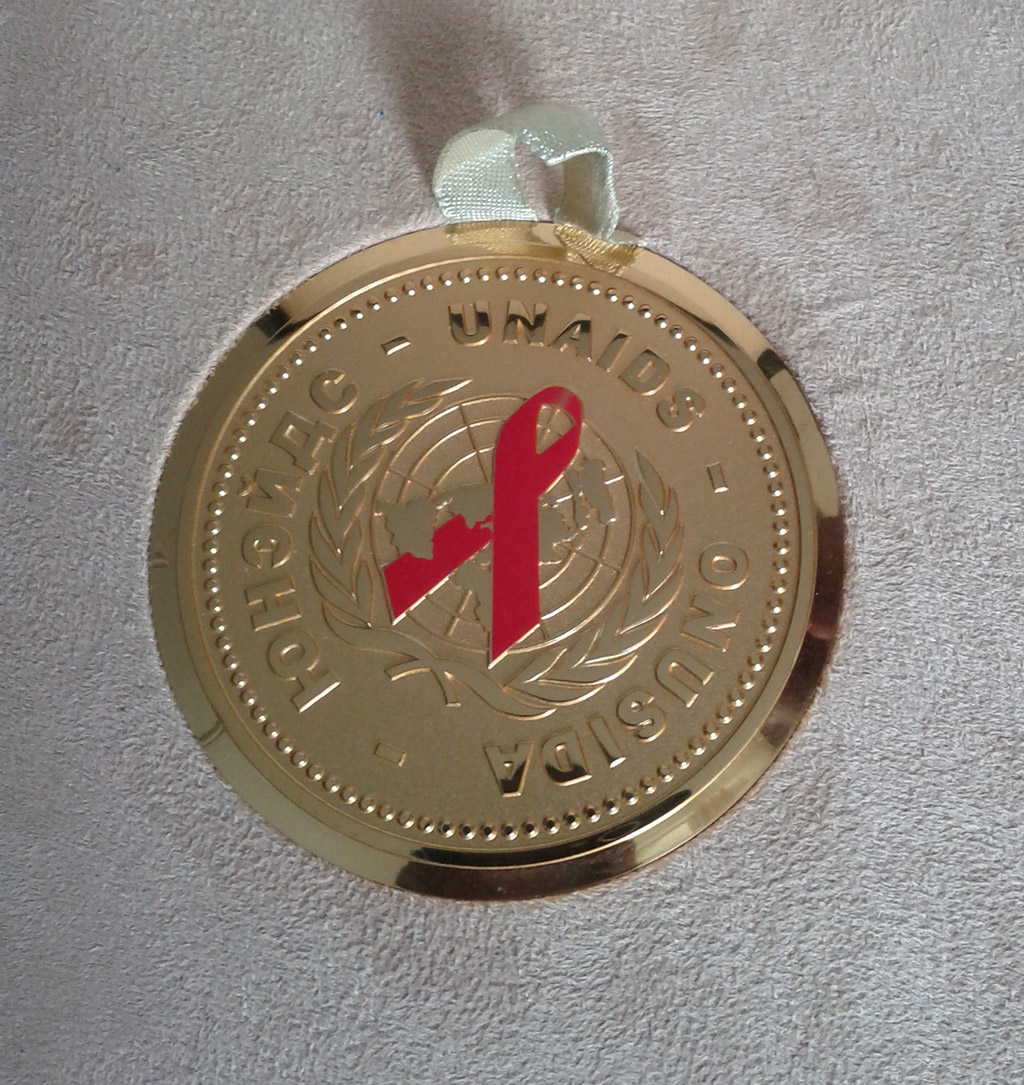
2008年获联合国艾滋病规划署特别贡献奖

孟林於1996年初确诊感染艾滋病毒并发病，1996年春节在佑安医院徐莲芝教授的幫助下，住进佑安医院太平间旁的一间小屋。此时何大一的“鸡尾酒”疗法在美国进入临床，1997年1月20日孟林开始服用抗病毒药 Nelfinavir/3TC/AZT。 2003年11月在医生的指导下开始服用施多宁/惠妥滋/赛瑞特。至2004年3月，因肝脏出现严重损害，医生将药调换为施多宁/贺普丁/司它夫定，后经耐药检测，孟林已经全面耐药。2004年8月13日在国内外医生的会诊下，开始服用 Kaletra/Viread/Epivir（克立芝、替诺夫韦、拉米夫定）至今。
2004年底在中英项目的资助下，筹建爱之方舟感染者论坛。2005初在加拿大公民项目的资助下，与玛丽斯特普国际组织共同主办了《我们的声音》感染者工作通讯杂志。2005年11月27日至12月14 日，在挪威艾滋联盟的资助下，在北京中山公园和清华大学分别举办感染者摄影作品展，2006年，联合国内其他艾滋病感染者组织，创建了“中国艾滋病毒携带者联盟”。这是第一个艾滋病病毒携带者组织形成的全国性联盟，包括了7个区域60余个感染者组织。联盟秘书处为联盟成员提供技术支持、种子资金，加强感染者组织的工作网络建设。
2007年10月1日，擔任第6轮中国全球基金艾滋病项目技术顾问委员会成员（2年）。2007年，擔任CCM代表。2007年8月，擔任中国疾病预防控制中心男男性行为人群艾滋病防治共做咨询顾问（2年）。2008年，获得联合国艾滋病规划署特别贡献奖。